# Окелбу
Окелбу (на шведски: Ockelbo) е град в Югоизточна Швеция.

## География
Градът е главен административен център на едноименната община Окелбу, която е в състава на лен Йевлебори. Има жп гара. Разположен е по западния бряг на езерото Йостершьон. На около 25 km югоизточно от Окелбу са градовете Йевле и Сандвикен. На около 60 km на север от Окелбу е град Болнес. На около 75 km на запад от Окелбу е град Ретвик. Столицата Стокхолм се намира на около 140 km на юг от Окелбу. Население 2724 жители по данни от преброяването към 31 декември 2010 г.

## Личности
Родени
- Андрес Кюнг (1945 – 2002), шведски журналист и писател от естонски произход

Свързани
- Принц Даниел Вестлинг, херцог на Вестерйотланд, съпруг на Принцеса Виктория